# Roznoszyńce (gmina)
Gmina Roznoszyńce – dawna gmina wiejska funkcjonująca w latach 1941–1944 pod okupacją niemiecką w Polsce. Siedzibą gminy były Roznoszyńce.
Gmina Roznoszyńce została utworzona przez władze hitlerowskie z terenów okupowanych przez ZSRR w latach 1939–1941, stanowiących przed wojną gminę Kapuścińce oraz części zniesionych gmin Łubianki Wyższe i Załuże w powiecie zbaraskim w woj. tarnopolskim.
Gmina weszła w skład powiatu tarnopolskiego (Kreishauptmannschaft Tarnopol), należącego do dystryktu Galicja w Generalnym Gubernatorstwie. W skład gminy wchodziły miejscowości: Czarny Las, Hłuboczek Mały, Kapuścińce, Krasnosielce, Lubianki Niższe, Lubianki Wyższe, Nowy Rogowiec, Roznoszyńce, Sieniachówka, Sieniawa, Tarasówka i Zarudeczko.
Po wojnie obszar gminy wszedł w struktury administracyjne ZSRR.